# Iosif Slivăț
Iosif Slivăț (* 1915 in Lugos, Österreich-Ungarn; † unbekannt) war ein rumänischer Fußballspieler. Er bestritt 99 Spiele in der Divizia A. Im Jahr 1935 gewann der Abwehrspieler mit Ripensia Timișoara, in den Jahren 1947 und 1948 mit ITA Arad die rumänische Meisterschaft.

## Karriere
Im Jahr 1934 wechselte Slivăț von Vulturii Lugoj zu Ripensia Timișoara. Dort kam er in der Spielzeit 1934/35 nur einmal zum Einsatz und hatte damit nur geringen Anteil am Gewinn seines ersten Titels, der Meisterschaft. Er verließ Ripensia im Sommer 1935 zu Olimpia CFR Satu Mare in die Divizia B. Nachdem er mit seiner neuen Mannschaft den Aufstieg in der Saison 1935/36 verpasst hatte, stieg aber ein Jahr später auf. Im Oberhaus war er mit seinem Verein chancenlos und stieg am Ende der Saison 1937/38 wieder ab. Er wechselte anschließend zu AMEF Arad. Im Sommer 1940 schloss er sich Rapid Bukarest an. Da das Finale um den rumänischen Pokal seinerzeit dreimal wiederholt werden musste, konnte er zu Saisonbeginn den Pokal 1940 gewinnen. In der Liga belegte er mit Rapid am Ende der Spielzeit 1940/41 den zweiten Platz hinter Unirea Tricolor Bukarest und wurde Vizemeister.
Nach dem Zweiten Weltkrieg schloss sich Slivăț erneut Rapid Bukarest an, das sich zwischenzeitlich in CFR umbenannt hatte. Noch während der Spielzeit 1946/47 wechselte er zu ITA Arad, wo er am Saisonende die Meisterschaft gewinnen konnte. Diesen Erfolg konnte er ein Jahr später wiederholen und gleichzeitig den Pokalsieg 1948 erringen. In dieser Zeit kam er lediglich in der Hälfte der Spiele zum Einsatz. Nach nur fünf Spielen Saison 1948/49 beendete er im Jahr 1949 seine Laufbahn.

## Nationalmannschaft
Slivăț kam dreimal in der rumänischen Nationalmannschaft zum Einsatz. Er debütierte am 11. Juni 1939 im Freundschaftsspiel gegen Italien. Nach einem Jahr Pause kam er am 14. Juli 1940 bei der 3:9-Niederlage gegen die deutsche Nationalmannschaft zum Einsatz. Sein letztes Länderspiel betritt er am 22. September 1940 gegen Jugoslawien.

## Erfolge
- Rumänischer Meister: 1935, 1947, 1948
- Rumänischer Pokalsieger: 1940, 1948